# Normand Corbeil
Normand Corbeil (6 de abril de 1956 - 25 de janeiro de 2013) foi um compositor canadense conhecido por seu trabalho em filmes, videogames e televisão.

## Biografia
Corbeil ganhou um prêmio BAFTA e um prêmio da Academia de Artes e Ciências Interativas por compor a trilha sonora do videogame de PlayStation 3 de 2010, Heavy Rain. Ele também compôs para o jogo de 2005, Fahrenheit, também conhecido como Indigo Prophecy. O jogo Beyond: Two Souls é a última trilha sonora que Corbeil compôs, mas ele não conseguiu terminá-la antes de sua morte. Por isso, o jogo é dedicado a ele.
Corbeil compôs música para televisão e cinema. Seus créditos incluem os filmes Double Jeopardy em 1999, Extreme Ops em 2002 e The Statement em 2003, bem como o curta-metragem Kara. Seu trabalho na televisão incluiu a série de televisão de 2009 da ABC, V.  Ele recebeu duas indicações ao Emmy Award por suas composições.

## Morte
Corbeil, que foi diagnosticado com câncer de pâncreas em agosto de 2012, morreu em 25 de janeiro de 2013, aos 56 anos.

## Trabalhos

### Filmes
- Penfield (1991)
- Kids of the Round Table (1995)
- Screamers (1995)
- Frankenstein And Me (1996)
- Never Too Late (1996)
- Twist of Fate (1997)
- The Kid (1997)
- The Assignment (1997)
- Airspeed (1998)
- Escape from Wildcat Canyon (1998)
- Double Jeopardy (1999)
- The Art of War (2000)
- Pretty When You Cry (2001)
- Extreme Ops (2002)
- Talking to Heaven (2002)
- Lost Junction (2003)
- The Statement (2003)
- The Contract (2006)

### Televisão
- Living with the Dead (2002)
- Hitler: The Rise of Evil (2003)
- The Pentagon Papers (2003)
- Defending Our Kids: The Julie Posey Story (2003)
- Frankenstein (2004)
- Lies My Mother Told Me (2005)
- Human Trafficking (2005)
- The Last Templar (2008)
- Vertige (2012)

### Vídeo games
- Fahrenheit (2005)
- Heavy Rain (2010)
- Beyond: Two Souls (inacabado devido à sua morte; completado por Lorne Balfe; 2013)